# Jungermannia atrofusca
Jungermannia atrofusca là một loài rêu tản trong họ Jungermanniaceae. Loài này được (Herzog) S. Hatt. miêu tả khoa học lần đầu tiên năm 1948.